# Goniothalamus salicinus
Goniothalamus salicinus är en kirimojaväxtart som beskrevs av Joseph Dalton Hooker och Thomas Thomson. Goniothalamus salicinus ingår i släktet Goniothalamus och familjen kirimojaväxter. IUCN kategoriserar arten globalt som sårbar. Utöver nominatformen finns också underarten G. s. reticulatus.